# 正家
正家（まさいえ、14世紀前半から文和2年（1353年）ごろ）、あるいは三原正家（みはら まさいえ）は、備後国三原（現在の広島県三原市）の刀工。備後三原派の祖、もしくは中興の祖。および、その名跡、その刀の名。はじめ下作とされたが、応仁の乱（1467年）以降、卓越した斬れ味で声望を高め、正家の名跡は16世紀末まで300年間近く続いた。15世紀前半の四代正家（左兵衛尉正家）は、最上大業物に位列される日本刀史屈指の名工。初代も大業物、三代も良業物に数えられる。

## 概要
古来より日本では、備州の刀といえば備前国（現在の岡山県東南部）の古備前派、備前派が著名であり、それに比べてネームバリューの劣る備後の三原派（古三原派）は下作とされ、地位も価格も安かった。しかし、初代正家から100年も経ち、応仁の乱（1467年）以降、実戦が頻繁になると、三原派の日本刀の斬れ味が良いことが発見され、名刀に数えられるようになった。
江戸時代には幕府公式の試斬者である山田浅右衛門吉睦によって、初代右衛門尉は大業物、三代兵庫助は良業物、四代左兵衛尉は最上大業物に位列されるなど（『古今鍛冶備考』）、正家は日本刀史でも最も名高い名跡の一つである。村正が江戸時代に「妖刀」の汚名を着せられたとき、「正宗」や「正家」に銘を改竄されるという事態が起きており、「正」字を持つ刀工としては村正・正宗に次ぐ知名度だったことがわかる。
なお、初代の頃は三原という地名・流派が無名だったためか、正家本人が「三原正家」を名乗るのは初代から150年後の15世紀末の正家の頃からである。初期の正家は、三原ではなく尾道の刀工だったのではないか、という説もある。

## 作風
- 体配：鎬高、棟の重ねは薄い[1]。菖蒲造りもあり[1]。
- 地鉄：細やかな杢目肌で、ウズラ杢と言う[1]。あるいは、蜘蛛の糸肌に似、三原肌とも言われる[1]。平の鎬寄り半分側が白く見えるので、三原の分の鍛え（ワケの鍛え、あるいはブンの鍛え）とも言う[1]。
- 刃文：直刃が多い[1]。鋩子は小丸[1]。

## 主な作品

### 幽斎大三原
細川幽斎の愛刀だった三原派の脇差。無銘、大磨上。厳密には、三原正家の作か確実ではなく、高瀬羽皐編『刀剣と歴史』誌が、三原派の名刀なのだから、大方、正家のものであろう、と当て推量したものである。同じく「大三原」と呼ばれる名刀に、伝正広作「名物大三原」（『享保名物帳』所載、重要文化財）があるが、それとは別のもの。脇差だが、刃渡りが二尺（約60.6cm）近く、ほぼ打刀に相当する非常に大きなサイズであり、そこから「大三原」の名が付いたのではないかとも言われる。
幽斎の後、嫡子の細川忠興に渡った（『細川忠興公年譜』）。忠興は幽斎大三原を愛用するあまり、嫡子の忠利が所望しても決して手放そうとしなかった。ある年、二代将軍徳川秀忠は、忠興・忠利父子を伴として浅草川に水浴に行き、忠興にも一緒に川で水を浴びるように誘った。忠興も、水浴びとなれば、さすがに愛刀の大三原を腰から外さざるを得ない。ところが、忠興より先に水浴びを終えた秀忠は、実は父子の事情を知っており、大三原を手に取ると、忠利に気を利かせて「余がこれを拝借し、取り次いで、そなたに下賜してやろう。（将軍が仲介しているのだから、）越中（忠興）のやつもまさか異議は申すまい」と堂々と宣言して、勝手に大三原を忠利に与えてしまった。このときのやりとりは実は忠興にも聞こえてはいたのだが、将軍の声には逆らえず、しぶしぶ従ったという。
この後、忠利と弟の立孝の家系で譲り合いになる。まず、ある時、忠利が立孝に譲った。その後、寛永20年（1643年）1月8日、忠興の嫡孫光尚に初の男子である綱利が産まれると、出産祝いに立孝が光尚に贈呈した。しかし、光尚は1649年に早逝したので、このとき、立孝の嫡子である宇土藩主行孝に贈呈された。
その後は、宇土藩細川氏の重代の家宝として継承された。現在は熊本県出水神社が所蔵し、熊本県立美術館に寄託されている。

### その他
- 旧皇室御物の正家 - 現存最古の正家銘のある刀で、鎌倉末期のもの[4]。島津家が皇室に献上した[4]。
- 太刀 銘 正家 - 徳川美術館所蔵。鎌倉時代の正家。江戸幕府第11代将軍徳川家斉が、甥の尾張徳川家第10代当主徳川斉朝に下賜したもの[9]。

### 俗説
- 新選組初代局長芹沢鴨の愛刀が「備後三原守家正家」などという所出不明の情報がある[10]が、そのような銘の刀は『日本刀銘鑑』に記載が存在しない[4]。三原正家だとしても、皇室・将軍・大名の佩刀である正家を、芹沢が所持できるほどの大金を持っていたかは不明である。
- 柳生宗矩の愛刀が大天狗正家なる刀だったという説もあり、三原正家の公式サイトの2016年の記事でも紹介されている[11]が、21世紀以前の文献に辿れない。

## 歴代正家

### 古三原派
天平（729-749年）ごろに三原派の高祖とされる正家がいたという伝承もあるが、福永酔剣は、荒唐無稽な伝説の類であるとしている。
ただ、『古刀銘盡大全／三原物系図』以外の『本朝鍛冶考／備後国鍛冶系図』にも正家について天平と記載されていることを考えると、天平ごろに最初の正家がいたということを認めなくてはならない。
- 初代正家…右衛門尉正家（14世紀前半から文和2年（1353年）ごろ）
  - 大業物（『古今鍛冶備考』）[2]。
  - 師は唐河為遠とされる（『新刊秘伝書』）[4]。現存最古の在銘刀は、島津家が天皇に献上した旧皇室御物の太刀で、備前の雲生・雲次（鵜飼派）に似ている（本間勲山説）[4]。
  - 「正家」「備後国住右衛門尉正家作」「備州住正家作」などと銘を切る[4]。名振りが初期と晩年の文和の頃とで違い、初期は草書体である[4]。年紀銘がある正家で現存最古のものは文和2年（1353年）のものだが、作風がそれより古いものもあるため、14世紀前半から活動していたと考えられる[4]。
- 二代正家…左衛門尉正家（1356年から1375年ごろ）
  - 初代正家の息子とされる（『往昔抄』）[4]。
  - 「正家」 「備州住正家作」「備州住左衛門尉正家」「備後国住左衛門尉正家作」などと銘を切る[4]。延文元年（1356年）から応安8年（1375年）までの年紀銘あり[4]。
- 三代正家…兵庫助正家（1378年ごろ）
  - 良業物（『古今鍛冶備考』）[2]。
  - 藤代義雄は、この代の正家を古刀上作（五段階の中位）に数えている[13]。
  - 「備州住正家」「備後住正家」「兵庫助藤原正家」などと銘を切る[4]。永和3・4・5年（1378年から1380年）、天授4年（1378年）の年紀銘あり[4]。

### 三原派
- 四代[2]正家…左兵衛尉正家（1413年から1428年ごろ）
  - 日本刀史で有数の名工の一人であり、最上大業物に位列される（『懐宝剣尺』[14]『古今鍛冶備考』[2]）。
  - 「備州国住正家」「備州左兵衛尉正家作」などと銘を切る[4]。応永20年（1413年）、正長元年（1428年）の年紀銘あり[4]。
- 三原正家（1493年ごろ）
  - 「三原正家」を自ら名乗った正家としては現存最古[4]。
  - 「備州三原住正家作備州尾道辰房光重」とする尾道光重との合作刀がある[4]。明応2年（1493年）の年紀銘あり[4]。

その後、天文（1532-1555年）や天正（1573-1593年）まで続いたとも言われる。

### 其阿彌家
- 三原派の後継が其阿彌家になり、現在は初代正家、六代正家、七代正家（正廣）の子孫である二十八代正家が宗家として尾道にいると伝えられている。[15]